# Поросли
Поросли (пол. Porosły) — село в Польщі, у гміні Хорощ Білостоцького повіту Підляського воєводства.
Населення — 790 осіб (2011).
У 1975-1998 роках село належало до Білостоцького воєводства.

## Демографія
Демографічна структура станом на 31 березня 2011 року:
|          | Загалом | Допрацездатний вік | Працездатний вік | Постпрацездатний вік |
| -------- | ------- | ------------------ | ---------------- | -------------------- |
| Чоловіки | 396     | 91                 | 273              | 32                   |
| Жінки    | 394     | 84                 | 246              | 64                   |
| Разом    | 790     | 175                | 519              | 96                   |